# Nati il 22 maggio
| Questa pagina contiene informazioni ricavate automaticamente dalle voci biografiche con l'ausilio del template Bio e di un bot. L'aggiornamento è periodico e automatico e ricostruisce completamente la pagina. Se manca una persona in questa lista, sei pregato di non aggiungerla, ma accertati piuttosto che la sua voce biografica contenga il template Bio e che i dati anagrafici siano correttamente compilati. Se il template Bio manca, inseriscilo tu stesso o, in alternativa, metti l'avviso {{tmp\|Bio}} che ne segnala la mancanza. Se i dati riportati sono sbagliati, correggi direttamente la voce biografica; le modifiche saranno visibili in questa lista entro pochi giorni. Per chiarimenti vedi il progetto biografie. La lista contiene solo le 1.169 persone che sono citate nell'enciclopedia e per le quali è stato implementato correttamente il template Bio. Pagina aggiornata al 17 ago 2025. |

## XV secolo(2)
- 1426 - Alamanno Rinuccini, umanista italiano († 1499)
- 1466 - Marin Sanudo il Giovane, storico e politico italiano († 1536)

## XVI secolo(5)
- 1523 - Collaltino di Collalto, militare e poeta italiano († 1569)
- 1530 - Georg von Kuenburg, arcivescovo cattolico austriaco († 1587)
- 1539 - Edward Seymour, I conte di Hertford, nobile inglese († 1621)
- 1540 - Giacomo Stuart, principe scozzese († 1541)
- 1570 - Giovanni di Sassonia-Weimar, duca († 1605)

## XVII secolo(13)
- 1606 - Wouter van Twiller, politico olandese († 1654)
- 1607 - Girolamo Buonvisi, cardinale e arcivescovo cattolico italiano († 1677)
- 1610 - Francesco Alberti Poja, vescovo cattolico italiano († 1689)
- 1636 - Ferdinando Alberto I di Brunswick-Lüneburg, duca († 1687)
- 1644 - Gabriel de Grupello, scultore fiammingo († 1730)
- 1655 - Cleria Cesarini, nobildonna italiana († 1735)
- 1665 - Magnus Stenbock, generale svedese († 1717)
- 1675 - Yves-Marie André, filosofo francese († 1764)
- 1678 - Domenico Guardi, pittore italiano († 1716)
- 1688 - Placido Troyli, abate e storico italiano († 1757)
- 1692 - Antonio Tolomeo Gallio Trivulzio, nobile e filantropo italiano († 1767)
- 1696 - Giuseppe di Marsciano, vescovo cattolico italiano († 1754)
- 1700 - Michel-François Dandré-Bardon, pittore e scrittore francese († 1785)

## XVIII secolo(40)
- 1705 - Giulia Chiteria Caracciolo, nobile spagnola († 1756)
- 1706 - Samuel Troilius, arcivescovo luterano svedese († 1764)
- 1710 - Tommaso Moncada, nobile e patriarca cattolico italiano († 1762)
- 1711 - Guillaume du Tillot, politico francese († 1774)
- 1713 - Giovanni Antonio Ruzzini, politico e diplomatico italiano († 1768)
- 1715 - François-Joachim de Pierre de Bernis, cardinale, arcivescovo cattolico e politico francese († 1794)
- 1724 - Hubert Cazin, editore francese († 1795)
- 1724 - Marc-Joseph Marion du Fresne, esploratore e navigatore francese († 1772)
- 1729 - Jean-Baptiste Pitrot, ballerino e coreografo francese († 1809)
- 1733 - Hubert Robert, pittore francese († 1808)
- 1734 - Carolina Felicita di Leiningen-Dagsburg, contessa tedesca († 1810)
- 1735 - Carlo Barletti, fisico italiano († 1800)
- 1737 - Tethart Philipp Christian Haag, pittore olandese († 1812)
- 1746 - Karl Fëdorovič von Knorring, generale russo († 1820)
- 1748 - Johann Prokop von Schaffgotsch, arcivescovo cattolico boemo († 1813)
- 1749 - Giuseppe Calandrelli, astronomo e matematico italiano († 1827)
- 1750 - Giacomo Pes di Villamarina, politico e militare italiano († 1827)
- 1752 - Louis Legendre, politico francese († 1797)
- 1755 - Gaetano Andreozzi, compositore italiano († 1826)
- 1762 - Henry Bathurst, III conte Bathurst, politico britannico († 1834)
- 1762 - Antonio Montucci, sinologo, letterato e editore italiano († 1829)
- 1767 - Jean-François Joseph Debelle, generale francese († 1802)
- 1770 - Elisabetta di Hannover, nobile inglese († 1840)
- 1771 - Giuseppe Serra di Cassano, V duca di Cassano, nobile, politico e rivoluzionario italiano († 1837)
- 1772 - Ram Mohan Roy, filosofo e religioso indiano († 1833)
- 1775 - David Winspeare, avvocato, giurista e filosofo italiano († 1847)
- 1777 - Luis María de Borbón y Vallabriga, cardinale e arcivescovo cattolico spagnolo († 1823)
- 1779 - Johann Nepomuk Schödlberger, pittore austriaco († 1853)
- 1781 - Newton Cannon, politico statunitense († 1841)
- 1783 - William Sturgeon, fisico e inventore britannico († 1850)
- 1786 - Francesco Paolo Bozzelli, giurista, filosofo e politico italiano († 1864)
- 1786 - Antonio Brignole Sale, politico e diplomatico italiano († 1863)
- 1786 - Costanza Moscheni, poetessa italiana († 1831)
- 1786 - Arthur Tappan, imprenditore e filantropo statunitense († 1865)
- 1789 - Minna Herzlieb, editrice tedesca († 1865)
- 1790 - Giuseppe Ciccimarra, cantante lirico italiano († 1836)
- 1790 - Bianca Milesi, patriota, scrittrice e pittrice italiana († 1849)
- 1792 - Pietro Camporese il Giovane, architetto italiano († 1873)
- 1798 - Alexander McDonnell, scacchista irlandese († 1835)
- 1800 - Henry Bird, crickettista inglese († 1864)

## XIX secolo(173)
- 1801 - Marcantonio Durando, presbitero italiano († 1880)
- 1802 - Heinrich Gustav Hotho, filosofo e storico dell'arte tedesco († 1873)
- 1802 - Louis-René Niol, generale francese († 1868)
- 1803 - Carlo II d'Assia-Philippsthal, nobile († 1868)
- 1803 - Charles Frédéric Kuhlmann, chimico francese († 1881)
- 1805 - Giuseppe Valentinelli, bibliotecario e bibliografo italiano († 1874)
- 1806 - Emanuele Accame, armatore italiano († 1890)
- 1808 - Gérard de Nerval, poeta e scrittore francese († 1855)
- 1809 - Constantin A. Crețulescu, politico rumeno († 1884)
- 1811 - Giulia Grisi, soprano italiano († 1869)
- 1811 - Henry Pelham-Clinton, V duca di Newcastle, politico britannico († 1864)
- 1812 - Gabriel Ajvazovskij, storico, filologo e arcivescovo cristiano orientale armeno († 1871)
- 1812 - Theodor Bergk, filologo classico tedesco († 1881)
- 1812 - Giovanni Bonollo, politico italiano († 1861)
- 1812 - Giulia Molino-Colombini, scrittrice, poetessa e pedagoga italiana († 1879)
- 1813 - Jean-Joseph Faict, vescovo cattolico belga († 1894)
- 1813 - Atto Tigri, medico italiano († 1875)
- 1813 - Richard Wagner, compositore e poeta tedesco († 1883)
- 1813 - Leopoldo di Borbone-Due Sicilie, principe († 1860)
- 1814 - Amalia Lindegren, pittrice svedese († 1891)
- 1814 - Ermanno di Wied, principe († 1864)
- 1815 - Ernst Erhard Schmid, paleontologo tedesco († 1885)
- 1816 - Auguste Dumont, giornalista, saggista e scrittore francese († 1885)
- 1818 - Francesco Converti, arcivescovo cattolico italiano († 1888)
- 1820 - Worthington Whittredge, pittore statunitense († 1910)
- 1822 - Calvin R. Johnson, militare e politico statunitense († 1897)
- 1822 - John Wellesley Thomas, politico e militare britannico († 1908)
- 1826 - Christopher Columbus Langdell, giurista statunitense († 1906)
- 1826 - Gennaro Mortati, patriota e scrittore italiano († 1890)
- 1827 - Kostandin Kristoforidhi, traduttore albanese († 1895)
- 1828 - Angelo Di Pietro, cardinale e arcivescovo cattolico italiano († 1914)
- 1828 - Albrecht von Graefe, oculista e chirurgo tedesco († 1870)
- 1830 - Giovanni Ruggia, militare italiano († 1916)
- 1831 - Henry Vandyke Carter, medico, anatomista e illustratore inglese († 1897)
- 1834 - Auguste Barth, orientalista, storico delle religioni e epigrafista francese († 1916)
- 1836 - Elisa Hensler, attrice svizzera († 1929)
- 1838 - Lucas Friedrich Julius Dominikus von Heyden, entomologo tedesco († 1915)
- 1840 - Antonio Winspeare, politico e prefetto italiano († 1913)
- 1842 - Elena Raffalovich, pedagogista russa († 1918)
- 1843 - Adolf Baginsky, pediatra tedesco († 1918)
- 1844 - Mary Cassatt, pittrice statunitense († 1926)
- 1846 - Glikerija Nikolaevna Fedotova, attrice russa († 1925)
- 1846 - Oliver Perry Hay, naturalista e paleontologo statunitense († 1930)
- 1848 - Hermann Schubert, matematico tedesco († 1911)
- 1848 - Fritz von Uhde, pittore tedesco († 1911)
- 1849 - Louis Perrier, architetto e politico svizzero († 1913)
- 1849 - Aston Webb, architetto britannico († 1930)
- 1850 - Francesco Balsamo, botanico italiano († 1922)
- 1851 - Enrico dell'Acqua, imprenditore italiano († 1910)
- 1851 - Antonín Cyril Stojan, arcivescovo cattolico ceco († 1923)
- 1852 - Camillo Garroni Carbonara, politico, diplomatico e prefetto italiano († 1935)
- 1852 - Moritz Auffenberg von Komarów, generale e politico austro-ungarico († 1928)
- 1852 - Hermann Kümmell, chirurgo tedesco († 1937)
- 1852 - Émile Sauret, violinista e compositore francese († 1920)
- 1853 - Ruggero Mariotti, avvocato e politico italiano († 1917)
- 1853 - Frederick Ruckstull, scultore e critico d'arte statunitense († 1942)
- 1856 - François Gonnessiat, astronomo francese († 1934)
- 1857 - Paul Morton, politico statunitense († 1911)
- 1858 - Fanny Marc, scultrice francese († 1937)
- 1858 - Marion Spielmann, critico d'arte britannico († 1948)
- 1859 - Arthur Conan Doyle, scrittore e drammaturgo britannico († 1930)
- 1859 - Tsubouchi Shōyō, scrittore, drammaturgo e traduttore giapponese († 1935)
- 1862 - Enrico Adelelmo Brunetti, musicista e entomologo britannico († 1927)
- 1862 - William Holden, attore statunitense († 1932)
- 1862 - Hans Schmaus, patologo tedesco († 1905)
- 1863 - Enrico Amaturo, matematico e urbanista italiano († 1946)
- 1863 - Josephine Diebitsch Peary, esploratrice e scrittrice statunitense († 1955)
- 1864 - Willy Stöwer, artista e illustratore tedesco († 1931)
- 1865 - Melchiorre Cavezzali, presbitero italiano († 1944)
- 1865 - Enric Morera i Viura, compositore spagnolo († 1942)
- 1866 - Charles F. Haanel, scrittore statunitense († 1949)
- 1866 - Il'ja L'vovič Tolstoj, russo († 1933)
- 1867 - Romaine Fielding, attore, regista e sceneggiatore statunitense († 1927)
- 1867 - Julio Flórez, poeta colombiano († 1923)
- 1867 - Erich Lexer, chirurgo tedesco († 1937)
- 1867 - Olena Oleksandrivna Muravjova, insegnante e cantante ucraina († 1939)
- 1867 - Charles M. Seay, regista, sceneggiatore e attore statunitense († 1944)
- 1868 - Spirito Maria Chiappetta, ingegnere, architetto e presbitero italiano († 1948)
- 1868 - Augusto Pestana, politico e ingegnere brasiliano († 1934)
- 1871 - José Felipe Abárzuza y Rodríguez de Arias, pittore spagnolo († 1948)
- 1871 - Francesco Lo Sardo, politico italiano († 1931)
- 1871 - Thekla Resvoll, botanica e educatrice norvegese († 1948)
- 1872 - Gaetano Gigli, latinista, scrittore e poeta italiano († 1954)
- 1874 - Daniel François Malan, politico sudafricano († 1959)
- 1874 - Francesco Paolo Neglia, compositore e direttore d'orchestra italiano († 1932)
- 1875 - Nicola Serena di Lapigio, scrittore, saggista e giornalista italiano († 1938)
- 1875 - Alexander Frederick Richmond Wollaston, esploratore, medico e botanico britannico († 1930)
- 1876 - Gaston Achille, schermidore francese († 1911)
- 1876 - Antonius Bouwens, tiratore a segno olandese († 1963)
- 1877 - Umberto Bucci, ammiraglio e politico italiano († 1950)
- 1877 - David Burton, regista statunitense († 1963)
- 1877 - Richard Ludwig, rugbista a 15 tedesco († 1946)
- 1878 - The Great Gama, wrestler e strongman pakistano († 1960)
- 1878 - Martin Hammitzsch, architetto e politico tedesco († 1945)
- 1879 - Pietrangelo Cavicchia, politico statunitense († 1967)
- 1879 - Aston Chichester, missionario e arcivescovo cattolico britannico († 1962)
- 1879 - Émile Fréteur, ginnasta francese († 1953)
- 1879 - Giuseppe Morelli, dirigente d'azienda, avvocato e politico italiano († 1944)
- 1879 - Alla Nazimova, attrice russa († 1945)
- 1880 - Francis de Miomandre, scrittore francese († 1959)
- 1880 - Ernest Oppenheimer, imprenditore sudafricano († 1957)
- 1881 - Michail Fëdorovič Larionov, pittore, scenografo e costumista russo († 1964)
- 1881 - Colin Veitch, calciatore e allenatore di calcio inglese († 1938)
- 1882 - Edwin Katzen-Ellenbogen, medico polacco († 1955)
- 1883 - Jane Grey, attrice statunitense († 1944)
- 1883 - Otakar Lada, schermidore boemo († 1956)
- 1883 - Erwin Nestle, teologo e filologo classico tedesco († 1972)
- 1884 - Alceo Toni, compositore e musicologo italiano († 1969)
- 1885 - Maurice Bardonneau, ciclista su strada e pistard francese († 1958)
- 1885 - Giacomo Matteotti, politico, giornalista e antifascista italiano († 1924)
- 1885 - Leopold Richter, calciatore tedesco († 1941)
- 1885 - Soemu Toyoda, ammiraglio giapponese († 1957)
- 1885 - Alphonsus Verwimp, missionario e vescovo cattolico belga († 1964)
- 1886 - Pauline Bush, attrice statunitense († 1969)
- 1886 - Giovanni Marciani, generale italiano († 1964)
- 1886 - Hermann Stieve, medico e anatomista tedesco († 1952)
- 1887 - Arthur Cravan, poeta e pugile inglese († 1918)
- 1887 - Fred Gilmore, pugile statunitense († 1969)
- 1887 - Frank Nelson, astista statunitense († 1970)
- 1887 - Adolfo Quintieri, avvocato e politico italiano († 1970)
- 1887 - A. W. Sandberg, regista e sceneggiatore danese († 1938)
- 1887 - Ettore Tedesco, politico italiano
- 1888 - Sigvard Hultcrantz, tiratore a segno svedese († 1955)
- 1888 - Giuseppe Palamà, matematico italiano († 1959)
- 1889 - Armando Melis de Villa, architetto e urbanista italiano († 1961)
- 1889 - Edi Ott, calciatore svizzero
- 1890 - Pierre Canivet, giocatore di curling francese († 1982)
- 1890 - Per Collinder, astronomo svedese († 1975)
- 1890 - Achille Landini, aviatore italiano († 1971)
- 1890 - Siro Persichelli, generale italiano († 1961)
- 1890 - Franz Putzendopler, allenatore di calcio austriaco († 1959)
- 1891 - Johannes Robert Becher, poeta e politico tedesco († 1958)
- 1891 - Salvatore Pelligra, generale italiano († 1943)
- 1892 - Juan Calvo Domenech, attore spagnolo († 1962)
- 1892 - Alfonsina Storni, poetessa, drammaturga e giornalista argentina († 1938)
- 1893 - Erik Hjelm, calciatore svedese († 1975)
- 1893 - Bronisław Knaster, matematico polacco († 1980)
- 1893 - Karl Llewellyn, giurista statunitense († 1962)
- 1893 - Max Romih, scacchista italiano († 1979)
- 1894 - Giulio Allori, pittore italiano († 1966)
- 1894 - Marco Elter, regista e sceneggiatore italiano († 1945)
- 1894 - Friedrich Pollock, sociologo e filosofo tedesco († 1970)
- 1894 - Angelo Giuseppe Zancanaro, militare e partigiano italiano († 1944)
- 1895 - Phyllis Covell, tennista britannica († 1982)
- 1895 - Renaud Hoffman, regista, sceneggiatore e produttore cinematografico tedesco († 1952)
- 1895 - Dario Neri, pittore e storico italiano († 1958)
- 1895 - Noel M. Smith, regista e sceneggiatore statunitense († 1955)
- 1895 - Samuele Stochino, criminale e militare italiano († 1928)
- 1896 - Ettore Gandi, calciatore italiano
- 1896 - Hubert Lanz, generale tedesco († 1982)
- 1896 - Nikolaj Sidorovič Vlasik, generale sovietico († 1967)
- 1897 - Julien Cnudde, calciatore belga
- 1897 - Marcelle Meyer, pianista francese († 1958)
- 1897 - Robert Neumann, letterato e scrittore austriaco († 1975)
- 1897 - Enrico Pezzi, aviatore e generale italiano († 1942)
- 1897 - Dick Sigmond, calciatore olandese († 1950)
- 1898 - Alfredo Acito, filosofo italiano († 1953)
- 1898 - Nicola De Francesco, scultore e ceramista italiano († 1991)
- 1898 - Lucy Doraine, attrice e produttrice cinematografica ungherese († 1989)
- 1898 - Sijtse Jansma, tiratore di fune olandese († 1977)
- 1898 - Rito Selvaggi, compositore, direttore d'orchestra e pianista italiano († 1972)
- 1898 - Ethel Shannon, attrice statunitense († 1951)
- 1899 - Guido Luigi Bentivoglio, arcivescovo cattolico italiano († 1978)
- 1899 - Binnie Hale, attrice, cantante e ballerina inglese († 1984)
- 1899 - Erzsébet Korb, pittrice ungherese († 1925)
- 1899 - Alden Sanborn, canottiere statunitense († 1991)
- 1900 - Juan Arvizu, tenore messicano († 1985)
- 1900 - Vina Bovy, soprano e attrice belga († 1983)
- 1900 - Devdas Gandhi, attivista e giornalista indiano († 1957)
- 1900 - Clyde Tolson, poliziotto statunitense († 1975)
- 1900 - Herbert Wagner, ingegnere austriaco († 1982)
- 1900 - Yvonne de Gaulle, first lady francese († 1979)
- 1900 - Karel Žďárský, calciatore cecoslovacco

## XX secolo(896)
- 1901 - Robert A. McGowan, regista e sceneggiatore statunitense († 1955)
- 1901 - Wilhelm Nielsen, calciatore norvegese († 1960)
- 1902 - Marcel Breuer, architetto e designer ungherese († 1981)
- 1902 - Arne Johansen, calciatore norvegese († 1984)
- 1902 - Jack Lambert, calciatore inglese († 1940)
- 1902 - Ivan Matteo Lombardo, politico italiano († 1980)
- 1902 - Ettore Muti, militare, aviatore e politico italiano († 1943)
- 1902 - Nils Rosén, calciatore svedese († 1951)
- 1902 - Al Simmons, giocatore di baseball statunitense († 1956)
- 1903 - Mario Orgero, calciatore, pesista e discobolo italiano († 1962)
- 1903 - Robert Selfelt, cavaliere svedese († 1987)
- 1903 - Bertha Swirles, fisica britannica († 1999)
- 1904 - Pierino Gabetti, sollevatore italiano († 1971)
- 1904 - Pёtr Sobolevskij, attore sovietico († 1977)
- 1904 - Anne de Vries, scrittore e insegnante olandese († 1964)
- 1905 - Bodo von Borries, ingegnere tedesco († 1956)
- 1905 - Paul Oskar Kristeller, storico della filosofia tedesco († 1999)
- 1905 - Edmond Roudnitska, profumiere francese († 1996)
- 1906 - Augusto Campana, bibliotecario, filologo e storico italiano († 1995)
- 1906 - João De Oliveira, calciatore portoghese
- 1906 - Emilio Manazza, calciatore italiano († 1980)
- 1906 - Mariano da Torino, presbitero, conduttore radiofonico e conduttore televisivo italiano († 1972)
- 1906 - Luigi Perversi, calciatore italiano († 1991)
- 1906 - Togo Renan Soares, allenatore di pallacanestro brasiliano († 1992)
- 1906 - Cesare Toschi, militare e aviatore italiano († 1941)
- 1906 - Renzo Vestrini, canottiere e pittore italiano († 1976)
- 1907 - Alberto Albani Barbieri, sceneggiatore, giornalista e critico cinematografico italiano († 1984)
- 1907 - Luís Gervasoni, calciatore brasiliano († 1963)
- 1907 - Hergé, fumettista belga († 1983)
- 1907 - Arnie Oliver, calciatore statunitense († 1993)
- 1907 - Laurence Olivier, attore, regista teatrale e produttore teatrale britannico († 1989)
- 1908 - Gustav Jaenecke, hockeista su ghiaccio e tennista tedesco († 1985)
- 1909 - Vittorio Emanuele Brusca, avvocato, saggista e dirigente sportivo italiano
- 1909 - Agustí Centelles i Ossó, fotoreporter spagnolo († 1985)
- 1909 - Margaret Mee, illustratrice, esploratrice e attivista britannica († 1988)
- 1910 - Marcel Kauffmann, calciatore francese († 1969)
- 1910 - Enrico Muricchio, militare e medico italiano († 1936)
- 1911 - Elvira Badaracco, pubblicista italiana († 1994)
- 1911 - Francis Defago, calciatore e allenatore di calcio svizzero († 1951)
- 1911 - Héctor Freschi, calciatore argentino († 1993)
- 1911 - Alberto Galateo, calciatore argentino († 1961)
- 1911 - Lucio Mayer, ingegnere e dirigente pubblico italiano († 1993)
- 1911 - Violet Olney, velocista britannica († 1999)
- 1911 - Filippo Palieri, poliziotto italiano († 1945)
- 1912 - Herbert Brown, chimico britannico († 2004)
- 1912 - Roger Furst, militare e aviatore francese († 1972)
- 1912 - Virginio Rotondi, presbitero italiano († 1990)
- 1913 - Rafael Gil, regista e sceneggiatore spagnolo († 1986)
- 1913 - František Jílek, direttore d'orchestra ceco († 1993)
- 1913 - Dominique Rolin, scrittrice belga († 2012)
- 1913 - Carolina Tronconi, ginnasta italiana († 2008)
- 1914 - Sonny Burke, compositore, musicista e produttore discografico statunitense († 1980)
- 1914 - Egisto Corradi, giornalista, scrittore e militare italiano († 1990)
- 1914 - Nikolaj Fëdorovič Makarov, progettista sovietico († 1988)
- 1914 - Puck Oversloot, nuotatrice olandese († 2009)
- 1914 - Vance Packard, giornalista e sociologo statunitense († 1996)
- 1914 - Sun Ra, pianista, compositore e poeta statunitense († 1993)
- 1914 - Guido Vincon, militare e marinaio italiano († 1941)
- 1915 - Philip J. Corso, ufficiale statunitense († 1998)
- 1915 - Antonio Mendolicchio, militare italiano († 1941)
- 1916 - Rupert Davies, attore britannico († 1976)
- 1916 - Antonio Lo Schiavo, militare italiano († 1943)
- 1916 - Luigi Molfino, organista, compositore e direttore di coro italiano († 2012)
- 1916 - Arno Peters, storico e cartografo tedesco († 2002)
- 1917 - John Moir, cestista statunitense († 1975)
- 1917 - Daniel Nagrin, ballerino, coreografo e insegnante statunitense († 2008)
- 1917 - Georg Tintner, direttore d'orchestra austriaco († 1999)
- 1917 - Fernanda de' Maffei, storica dell'arte italiana († 2011)
- 1918 - Hoyt Bohannon, trombonista statunitense († 1990)
- 1919 - Ivo Giovanelli, pallanuotista jugoslavo († 2009)
- 1919 - Douglas Heyes, regista, sceneggiatore e scrittore statunitense († 1993)
- 1919 - Edwin Leather, politico e scrittore canadese († 2005)
- 1919 - Paul Vanden Boeynants, imprenditore e politico belga († 2001)
- 1920 - Antonio Fossati, calciatore italiano († 1973)
- 1920 - Thomas Gold, astrofisico austriaco († 2004)
- 1920 - Nikolaj Grin'ko, attore sovietico († 1989)
- 1920 - Sergio Marchi, calciatore italiano († 1979)
- 1920 - Ferdinand Plánický, calciatore cecoslovacco († 2001)
- 1920 - Paolo Rostagno, calciatore italiano († 2004)
- 1920 - Jurij Ušakov, cestista sovietico († 1983)
- 1921 - Jean Belver, calciatore francese († 2016)
- 1921 - Jacques Delachet, calciatore francese († 1994)
- 1921 - George S. Hammond, chimico statunitense († 2005)
- 1921 - Hans Ferdinand Linskens, botanico e genetista tedesco († 2007)
- 1921 - Bob Shaw, giocatore di football americano, allenatore di football americano e cestista statunitense († 2011)
- 1922 - Ascenzo Botta, pugile italiano († 1988)
- 1922 - Nicola Corretto, politico italiano († 1998)
- 1922 - Quinn Martin, produttore televisivo e sceneggiatore statunitense († 1987)
- 1922 - John van Dreelen, attore olandese († 1992)
- 1922 - Aldo Venturini, politico italiano († 2010)
- 1923 - Umberto Bisi, partigiano e politico italiano († 1999)
- 1923 - Vincenzo Micocci, produttore discografico italiano († 2010)
- 1923 - Nino Terzo, attore e comico italiano († 2005)
- 1924 - Yoshiaki Arata, fisico giapponese († 2018)
- 1924 - Charles Aznavour, cantautore, attore e diplomatico francese († 2018)
- 1924 - Willy e Yves Groux, fumettista francese († 2017)
- 1924 - Jiří Křižák, calciatore cecoslovacco († 1981)
- 1924 - John Ernest Randall, ittiologo statunitense († 2020)
- 1925 - Barthold Halle, drammaturgo e direttore teatrale norvegese († 2025)
- 1925 - James King, tenore statunitense († 2005)
- 1925 - Eduardo Kucharski, cestista e allenatore di pallacanestro spagnolo († 2014)
- 1925 - Jean Tinguely, scultore svizzero († 1991)
- 1925 - Michele Tito, giornalista italiano († 2003)
- 1925 - Libero Tubino, antifascista italiano († 1943)
- 1926 - Elek Bacsik, chitarrista e violinista ungherese († 1993)
- 1926 - Michail Byčkov, hockeista su ghiaccio sovietico († 1997)
- 1926 - Mendy Morein, cestista canadese († 2003)
- 1926 - Giulio Orlando, politico italiano († 2017)
- 1926 - George Albert Wells, linguista e saggista britannico († 2017)
- 1927 - Othmar Barth, architetto italiano († 2010)
- 1927 - Michael Constantine, attore statunitense († 2021)
- 1927 - Peter Matthiessen, scrittore e naturalista statunitense († 2014)
- 1927 - Antonio Muratore, politico italiano († 2023)
- 1927 - Arne Natland, calciatore norvegese († 2009)
- 1927 - George R. Nelson, scenografo statunitense († 1992)
- 1927 - George Andrew Olah, chimico ungherese († 2017)
- 1927 - Vito Raia, politico e sindacalista italiano († 1991)
- 1928 - Raymond Edward Brown, presbitero statunitense († 1998)
- 1928 - Antonio Casellati, politico e avvocato italiano († 2020)
- 1928 - Giulio Chierchini, fumettista e animatore italiano († 2019)
- 1928 - Serge Doubrovsky, scrittore, critico letterario e docente francese († 2017)
- 1928 - Umberto Pinardi, calciatore e allenatore di calcio italiano († 2025)
- 1928 - Radoslav Sís, cestista e allenatore di pallacanestro cecoslovacco († 1989)
- 1928 - Fiorenza de Bernardi, aviatrice italiana
- 1929 - Jean-Pierre Andréani, ballerino francese († 2020)
- 1929 - Carlo Belloni, calciatore italiano († 2008)
- 1929 - Neave Brown, architetto e artista britannico († 2018)
- 1929 - Giulio Cattin, presbitero e musicologo italiano († 2014)
- 1929 - André Haefliger, matematico svizzero († 2023)
- 1929 - Sergio Mantovani, pilota automobilistico italiano († 2001)
- 1929 - Giovanni Nonnis, pittore italiano († 1975)
- 1929 - Joe Smyth, cestista statunitense († 1999)
- 1930 - Kenny Ball, trombettista e cantante britannico († 2013)
- 1930 - Thomas Braut, attore e doppiatore tedesco († 1979)
- 1930 - Marisol Escobar, scultrice francese († 2016)
- 1930 - Max Kuatty, artista, pittore e scultore italiano († 2011)
- 1930 - Harvey Milk, politico statunitense († 1978)
- 1930 - Bernardo Sanlorenzo, politico italiano († 2020)
- 1930 - Gianfranco Sobrero, ciclista su strada italiano († 2008)
- 1931 - Gérald Cottier, cestista e dirigente sportivo svizzero († 1979)
- 1931 - Bombolo, comico, attore e cabarettista italiano († 1987)
- 1931 - Louis Marin, filosofo e storico francese († 1992)
- 1931 - Francis Méano, calciatore francese († 1953)
- 1931 - Ezio Motta, arbitro di calcio italiano († 2021)
- 1931 - Diego Novelli, politico e giornalista italiano
- 1932 - Carlo Alfano, pittore e scultore italiano († 1990)
- 1932 - Gustavo Buratti, scrittore, poeta e giornalista italiano († 2009)
- 1932 - John Mackenzie, regista scozzese († 2011)
- 1932 - Elio Pentassuglia, cestista e allenatore di pallacanestro italiano († 1988)
- 1933 - Chen Jingrun, matematico cinese († 1996)
- 1933 - Emilian Dobrescu, economista e compositore di scacchi rumeno
- 1933 - Attilio Galassini, calciatore italiano († 2002)
- 1933 - Irina Aleksandrovna Kolpakova, ex ballerina russa
- 1933 - Juan Carlos Leiva, calciatore uruguaiano
- 1933 - John Mayasich, ex hockeista su ghiaccio statunitense
- 1933 - Ray Straw, calciatore inglese († 2001)
- 1933 - Henry Wright, cantante e attore statunitense
- 1934 - Merry Anders, attrice statunitense († 2012)
- 1934 - Shirley Bonne, attrice statunitense
- 1934 - Angelica Frisa Morandini, ingegnera italiana († 2020)
- 1934 - Lajos Kiss, canoista ungherese († 2014)
- 1934 - Peter Nero, pianista e direttore d'orchestra statunitense († 2023)
- 1934 - Herman Willemse, nuotatore olandese († 2021)
- 1934 - Garry Wills, scrittore, giornalista e storico statunitense
- 1935 - Leonardo Del Vecchio, imprenditore italiano († 2022)
- 1935 - Kengo Wa Dondo, politico della Repubblica Democratica del Congo
- 1935 - Giuseppi Logan, sassofonista statunitense († 2020)
- 1935 - Bertil Nyström, ex lottatore svedese
- 1935 - Joe Wilson, bobbista statunitense († 2019)
- 1935 - Attilio del Giudice, scrittore e pittore italiano
- 1936 - Jesús Gruber, schermidore venezuelano († 2021)
- 1936 - George Heilmeier, ingegnere elettrotecnico statunitense († 2014)
- 1936 - Antonio Márquez Ramírez, arbitro di calcio messicano († 2013)
- 1936 - Toshiaki Tsushima, musicista giapponese († 2013)
- 1936 - Jill Tweedie, scrittrice e giornalista inglese († 1993)
- 1937 - Guido Brunetti, psicologo e scrittore italiano
- 1937 - Boris Bušmelёv, regista sovietico († 2020)
- 1937 - Facundo Cabral, cantautore argentino († 2011)
- 1937 - Guy Marchand, attore, cantante e musicista francese († 2023)
- 1937 - Viktor Ponedel'nik, calciatore e allenatore di calcio sovietico († 2020)
- 1938 - Richard Benjamin, attore e regista statunitense
- 1938 - Hans Buzek, ex calciatore austriaco
- 1938 - Frank Converse, attore statunitense
- 1938 - Franco Galbiati, velocista italiano († 2013)
- 1938 - Henk Groot, calciatore olandese († 2022)
- 1938 - Giuseppe Malavasi, calciatore italiano († 2019)
- 1938 - Wiesław Maniak, velocista polacco († 1982)
- 1938 - Adolf Mathis, sciatore alpino svizzero († 2021)
- 1938 - John Nolan, attore britannico
- 1938 - Mauro Saviola, imprenditore italiano († 2009)
- 1938 - Susan Strasberg, attrice e insegnante statunitense († 1999)
- 1938 - Ingvar Svahn, calciatore svedese († 2008)
- 1939 - Raúl Decaría, calciatore argentino († 2024)
- 1939 - John Green, allenatore di calcio e calciatore inglese († 2010)
- 1939 - Lars Ivarsson, tiratore a segno svedese
- 1939 - Alessandro Quasimodo, attore, regista teatrale e poeta italiano († 2025)
- 1939 - Larry Siegfried, cestista e allenatore di pallacanestro statunitense († 2010)
- 1939 - Arkadij Ter-Tadevosjan, generale armeno († 2021)
- 1939 - Ian Underwood, sassofonista, flautista e pianista statunitense
- 1939 - Leon Wiegard, ex pallanuotista australiano
- 1939 - Paul Winfield, attore statunitense († 2004)
- 1940 - Kieth Merrill, regista statunitense
- 1940 - Michael Sarrazin, attore canadese († 2011)
- 1940 - Klaus Schlappner, allenatore di calcio tedesco
- 1940 - Ole Stavrum, ex calciatore norvegese
- 1940 - Giancarlo Vasini, ex calciatore italiano
- 1941 - Menzies Campbell, politico britannico
- 1941 - Joe Davis, calciatore scozzese († 2016)
- 1941 - Boris Godjunov, cantante bulgaro († 2015)
- 1941 - Sue Gunter, cestista e allenatrice di pallacanestro statunitense († 2005)
- 1941 - Martha Langbein, ex velocista tedesca
- 1941 - Vinko Rosić, pallanuotista e allenatore di pallanuoto jugoslavo († 2006)
- 1941 - Peter Schnittger, allenatore di calcio tedesco
- 1942 - Peter Bongartz, attore tedesco
- 1942 - Roger Brown, cestista e allenatore di pallacanestro statunitense († 1997)
- 1942 - Theodore Kaczynski, terrorista e anarchico statunitense († 2023)
- 1942 - Gianni Martucci, regista e sceneggiatore italiano
- 1942 - Barbara Parkins, attrice canadese
- 1942 - Antonio Puri Purini, diplomatico e saggista italiano († 2013)
- 1942 - Miro Silvera, scrittore, poeta e traduttore italiano († 2022)
- 1942 - Antonio Michele Stanca, genetista italiano († 2020)
- 1942 - Sergio Zanni, scultore e pittore italiano
- 1943 - Marie-Francoise Audollent, attrice francese († 2008)
- 1943 - Kurt Bendlin, multiplista tedesco († 2024)
- 1943 - Elio Gasperoni, ex tiratore a volo sammarinese
- 1943 - Édgar Marín, calciatore costaricano († 2023)
- 1943 - Arlene Phillips, coreografa britannica
- 1943 - Betty Williams, attivista britannica († 2020)
- 1944 - Christopher Browning, storico statunitense
- 1944 - Massimo Wilde, politico italiano († 2017)
- 1945 - Piero Ferrari, imprenditore, dirigente d'azienda e dirigente sportivo italiano
- 1945 - Elvio Porta, sceneggiatore, regista e attore italiano († 2016)
- 1946 - George Best, calciatore nordirlandese († 2005)
- 1946 - Petar Božović, attore serbo
- 1946 - Gianni Gola, dirigente sportivo, generale e ex martellista italiano
- 1946 - Michael Green, fisico britannico
- 1946 - Hrvoje Horvat, ex pallamanista e allenatore di pallamano croato
- 1946 - Galina Ričardovna Kastel', astronoma sovietica († 2023)
- 1946 - Jack Kehler, attore statunitense († 2022)
- 1946 - Howard Kendall, calciatore e allenatore di calcio inglese († 2015)
- 1946 - Andrei Marga, politico rumeno
- 1946 - Bobby McAlinden, ex calciatore inglese
- 1946 - Francesco Montenegro, cardinale e arcivescovo cattolico italiano
- 1946 - El Solitario, wrestler messicano († 1986)
- 1946 - Ljudmila Vasil'evna Žuravlёva, astronoma sovietica
- 1947 - Alberto Alberani, ex pallanuotista italiano
- 1947 - Giuliana Del Bufalo, giornalista e conduttrice televisiva italiana
- 1947 - Vladimir Denisov, ex schermidore sovietico
- 1947 - Fair Hooker, ex giocatore di football americano statunitense
- 1947 - Franz Koglmann, trombettista e compositore austriaco
- 1947 - Chuck Lloyd, ex cestista statunitense
- 1947 - Salvo, artista italiano († 2015)
- 1947 - Joseph Patrick McFadden, vescovo cattolico statunitense († 2013)
- 1947 - Eva Ricca, doppiatrice italiana
- 1947 - Ignacio Salcedo, ex calciatore spagnolo
- 1947 - Tat'jana Savel'eva, ex nuotatrice sovietica
- 1947 - Willie Scott, ex cestista statunitense
- 1947 - Christine Stückelberger, cavallerizza svizzera
- 1948 - Richard Baker, politico statunitense
- 1948 - Florea Dumitrache, calciatore rumeno († 2007)
- 1948 - Enrico Fiore, orafo, scultore e pittore italiano († 2013)
- 1948 - David Levy, astronomo e divulgatore scientifico canadese
- 1948 - Stewart Robertson, direttore d'orchestra e pianista britannico († 2024)
- 1948 - Adriano Zanier, calciatore e allenatore di calcio italiano († 2003)
- 1949 - Cheryl Campbell, attrice britannica
- 1949 - Gabriella Cristiani, montatrice e regista italiana
- 1949 - Antonio Di Grado, critico letterario e saggista italiano
- 1949 - Nancy Hollister, politica statunitense
- 1949 - Valentin Inzko, politico e diplomatico austriaco
- 1949 - Carlo Jacomuzzi, ex calciatore e dirigente sportivo italiano
- 1949 - Gordon Jolley, ex giocatore di football americano statunitense
- 1949 - Ieuan Wyn Jones, politico gallese
- 1949 - Ania Marson, attrice britannica
- 1949 - Raymond Martin, ex ciclista su strada francese
- 1949 - Derek Quinnell, ex rugbista a 15 e imprenditore britannico
- 1949 - Azuma Takashi, artista marziale giapponese († 2021)
- 1949 - Juan Verdugo, ex calciatore spagnolo
- 1949 - Manlio Vitale, mafioso italiano
- 1950 - Alekos Alavanos, politico greco
- 1950 - Michio Ashikaga, ex calciatore giapponese
- 1950 - Bae Bien-u, fotografo sudcoreano
- 1950 - Angelo Bellavia, calciatore italiano († 1991)
- 1950 - Horacio Cordero, allenatore di calcio e ex calciatore argentino
- 1950 - Vincenzo Franchitti, ex tennista italiano
- 1950 - Rita Monico, cantante italiana
- 1950 - Libor Radimec, ex calciatore cecoslovacco
- 1950 - Thomas Schlamme, regista e produttore televisivo statunitense
- 1950 - Bernie Taupin, poeta e paroliere britannico
- 1951 - Kenneth Bianchi, serial killer statunitense
- 1951 - Aleksandr Grebenjuk, ex multiplista sovietico
- 1951 - Božo Janković, calciatore jugoslavo († 1993)
- 1951 - Ko Doo-sim, attrice sudcoreana
- 1951 - Sergio Reolon, politico italiano († 2017)
- 1952 - Christina Moser, cantautrice svizzera († 2022)
- 1952 - Waldemar Victorino, calciatore uruguaiano († 2023)
- 1953 - Mike Barry, ex calciatore inglese
- 1953 - François Bon, scrittore e traduttore francese
- 1953 - Dennis Bovell, musicista e produttore discografico barbadiano
- 1953 - Siegfried Brugger, politico italiano
- 1953 - Cha Bum-kun, ex calciatore, allenatore di calcio e dirigente sportivo sudcoreano
- 1953 - Stuart Elliott, batterista inglese
- 1953 - Anders Grönhagen, allenatore di calcio e ex calciatore svedese
- 1953 - Marco Mariani, politico italiano
- 1953 - Paul Mariner, calciatore e allenatore di calcio inglese († 2021)
- 1953 - Jürgen Seeher, storico e archeologo tedesco
- 1953 - Svein Ystenes, ex calciatore norvegese
- 1953 - Mohammed bin Nawwaf Al Sa'ud, principe e diplomatico saudita
- 1954 - Paul Fox, produttore discografico e tastierista statunitense († 2022)
- 1954 - Giuseppe Garesio, politico italiano
- 1954 - Shūji Nakamura, ingegnere giapponese
- 1954 - Emiliana Perina, cantante e attrice italiana
- 1954 - Vittorio Viviani, attore italiano
- 1955 - Paolo Aleandri, collaboratore di giustizia e ex terrorista italiano
- 1955 - Roberto Aliboni, allenatore di calcio e ex calciatore italiano
- 1955 - Mary Black, cantante irlandese
- 1955 - Carlo Spartaco Capogreco, storico italiano
- 1955 - Jerry Dammers, musicista britannico
- 1955 - Alessandro De Petri, ex pilota motociclistico italiano
- 1955 - Philip H. Dybvig, economista statunitense
- 1955 - Petru Kuki, ex schermidore rumeno
- 1955 - Vicente Juan Segura, vescovo cattolico spagnolo († 2024)
- 1955 - Thomas Waber, produttore discografico, dirigente d'azienda e imprenditore tedesco
- 1955 - Nancy Yeargin, ex tennista statunitense
- 1956 - Peter Ali, ex cestista australiano
- 1956 - Manfred Brunner, ex sciatore alpino austriaco
- 1956 - Al Corley, attore e produttore cinematografico statunitense
- 1956 - Ramón Alfredo Dus, arcivescovo cattolico argentino
- 1956 - Winfried Klepsch, ex lunghista tedesco
- 1956 - Iwo Zaniewski, pittore, fotografo e regista polacco
- 1957 - Ezio Blangero, ex calciatore italiano
- 1957 - Javier Castrilli, ex arbitro di calcio argentino
- 1957 - Kerstin Lundh, ex cestista svedese
- 1957 - Doug Martin, ex giocatore di football americano statunitense
- 1957 - Shinji Morisue, ex ginnasta giapponese
- 1957 - Lisa Murkowski, politica e avvocato statunitense
- 1957 - Paolo Pellegatti, batterista italiano
- 1957 - Rita Peri, ex ginnasta italiana
- 1957 - Anne Grete Preus, cantante norvegese († 2019)
- 1957 - Gary Sweet, attore e insegnante australiano
- 1957 - Lloyd Terry, ex cestista statunitense
- 1958 - Roger Burkman, ex cestista e dirigente sportivo statunitense
- 1958 - Kenny Hulshof, politico e avvocato statunitense
- 1958 - Chad Kinch, cestista statunitense († 1994)
- 1958 - Giorgio Lainati, politico e giornalista italiano
- 1958 - Leung Sui Wing, allenatore di calcio e ex calciatore hongkonghese
- 1959 - Glen Adam, ex calciatore neozelandese
- 1959 - Bartolo Ambrosione, cavaliere italiano
- 1959 - David Blatt, ex cestista e allenatore di pallacanestro statunitense
- 1959 - Kenneth Brylle, allenatore di calcio e ex calciatore danese
- 1959 - Dania Cericola, doppiatrice e direttrice del doppiaggio italiana
- 1959 - Dalbello, cantautrice e polistrumentista canadese
- 1959 - Linda Emond, attrice statunitense
- 1959 - Martyn Jacques, attore e musicista britannico
- 1959 - Kwak Jae-yong, regista e sceneggiatore sudcoreano
- 1959 - Morrissey, cantautore e scrittore britannico
- 1959 - Isis Mussenden, costumista statunitense
- 1959 - Susan Nolen-Hoeksema, psicologa e saggista statunitense († 2013)
- 1959 - Harry Standjofski, attore e doppiatore canadese († 2025)
- 1959 - Anthony Ausgang, pittore e scrittore trinidadiano
- 1960 - Hideaki Anno, regista, animatore e sceneggiatore giapponese
- 1960 - Desi Barmore, ex cestista statunitense
- 1960 - Jeff Bryant, ex giocatore di football americano statunitense
- 1960 - Wiep van Bunge, storico della filosofia olandese
- 1960 - Tony Hunter, giocatore di football americano statunitense († 2024)
- 1960 - Karel Janssen, ex giocatore di calcio a 5 belga
- 1960 - Dave Rimington, ex giocatore di football americano statunitense
- 1960 - Guido Saibene, allenatore di pallacanestro italiano
- 1961 - Giosuè Boetto Cohen, giornalista, scrittore e conduttore televisivo italiano
- 1961 - Rolando Chilavert, allenatore di calcio e ex calciatore paraguaiano
- 1961 - Ann Cusack, attrice statunitense
- 1961 - Dan Frost, ex pistard e dirigente sportivo danese
- 1961 - Luigi Gubitosi, dirigente d'azienda italiano
- 1961 - Michael Kostroff, attore statunitense
- 1961 - Louise Mushikiwabo, politica ruandese
- 1961 - Roberto Napoletano, giornalista e scrittore italiano
- 1961 - Carmelo Sardo, giornalista e scrittore italiano
- 1962 - Settimio Benedusi, fotografo e giornalista italiano
- 1962 - José Avelino Bettencourt, arcivescovo cattolico e diplomatico portoghese
- 1962 - William Castro, ex calciatore uruguaiano
- 1962 - Tim Daggett, ex ginnasta statunitense
- 1962 - Hayato Date, regista giapponese
- 1962 - Maurizio Delvecchio, pittore italiano
- 1962 - I. Marlene King, produttrice televisiva, sceneggiatrice e regista statunitense
- 1962 - Katsuyoshi Nakatsuru, animatore giapponese
- 1962 - Brian Pillman, wrestler e giocatore di football americano statunitense († 1997)
- 1962 - Paola Rivetta, giornalista e conduttrice televisiva italiana
- 1962 - John Sarbanes, politico e avvocato statunitense
- 1962 - Bo Skovhus, baritono danese
- 1963 - Ghada Amer, artista egiziana
- 1963 - Margherita Antonelli, attrice e comica italiana
- 1963 - Giovanni Bozzi, allenatore di pallacanestro e dirigente sportivo belga
- 1963 - Claude Closky, artista francese
- 1963 - Bruno Deschênes, ex schermidore canadese
- 1963 - Marc Didou, scultore francese
- 1963 - Fernanda Farias De Albuquerque, brasiliana († 2000)
- 1963 - Maja Gojković, politica serba
- 1963 - Ibrahim Kinuthia, ex maratoneta e ex mezzofondista keniota
- 1963 - Chris Lord-Alge, tecnico del suono statunitense
- 1963 - Marie-Christine Marghem, avvocato e politica belga
- 1963 - Raffaele Panico, giornalista e storico italiano
- 1964 - Ramūnas Butautas, allenatore di pallacanestro e ex cestista lituano
- 1964 - Edmondo Cirielli, politico e generale italiano
- 1964 - Carlo D'Amicis, scrittore e conduttore radiofonico italiano
- 1964 - Hossein Ensan, giocatore di poker iraniano
- 1964 - Pietro Fiocchi, politico e imprenditore italiano
- 1964 - John Fury, pugile irlandese
- 1964 - Jordan Kolev, ex cestista bulgaro
- 1964 - Mark Christopher Lawrence, attore e comico statunitense
- 1964 - Li Jinhe, ex sollevatore cinese
- 1964 - Park Chan-mi, ex cestista sudcoreana
- 1964 - Majja Usova, ex danzatrice su ghiaccio sovietica
- 1965 - Lucia Caporaso, matematica italiana
- 1965 - Jay Carney, politico, giornalista e funzionario statunitense
- 1965 - Fanīs Christodoulou, ex cestista greco
- 1965 - Michael Klein, ex calciatore tedesco
- 1965 - Tetsuya Mizuguchi, autore di videogiochi giapponese
- 1965 - Andrea Palladino, giornalista italiano
- 1965 - Giampaolo Pretto, direttore d'orchestra italiano
- 1965 - Teté Ruiz, ex cestista spagnola
- 1965 - Venus Xtravaganza, attrice, showgirl e ballerina statunitense († 1988)
- 1965 - Theresa Zabell, ex velista spagnola
- 1966 - Jesús Angoy, allenatore di calcio, ex calciatore e ex giocatore di football americano spagnolo
- 1966 - Kevin Curtain, pilota motociclistico australiano
- 1966 - Carlos Enríquez, ex calciatore ecuadoriano
- 1966 - Johnny Gill, cantautore statunitense
- 1966 - Kenny Hickey, chitarrista e cantante statunitense
- 1966 - Rob Lock, ex cestista statunitense
- 1966 - Paolo Minicucci, allenatore di calcio a 5, dirigente sportivo e ex giocatore di calcio a 5 italiano
- 1966 - Scott Putski, ex wrestler statunitense
- 1966 - Miguel Pérez Jr., wrestler portoricano
- 1966 - Donald Royal, ex cestista statunitense
- 1966 - Wang Xiaoshuai, regista cinematografico, sceneggiatore e attore cinematografico cinese
- 1967 - Stefano Della Santa, ex ciclista su strada italiano
- 1967 - Patxi Ferreira, allenatore di calcio e ex calciatore spagnolo
- 1967 - Christophe Gagliano, ex judoka francese
- 1967 - Dietrich Henschel, baritono tedesco
- 1967 - Louise Marmont, ex giocatrice di curling svedese
- 1967 - Vittorio Pisani, dirigente pubblico e poliziotto italiano
- 1967 - Brooke Smith, attrice statunitense
- 1967 - John Vanderslice, musicista, cantautore e produttore discografico statunitense
- 1967 - Gundars Vētra, ex cestista e allenatore di pallacanestro lettone
- 1967 - Brandon Williams, politico statunitense
- 1967 - Svetlana Zitāne, ex cestista lettone
- 1968 - Randy Brown, ex cestista, allenatore di pallacanestro e dirigente sportivo statunitense
- 1968 - Filippo Dobrilla, scultore, fotografo e speleologo italiano († 2019)
- 1968 - Mass Giorgini, bassista e produttore discografico statunitense
- 1968 - Igor' Ledjachov, allenatore di calcio e ex calciatore sovietico
- 1968 - Gabriel Mendoza, ex calciatore cileno
- 1968 - Helena Mikołajczyk, ex biatleta polacca
- 1968 - Pietro Vignali, politico italiano
- 1968 - Francesca Zanni, attrice, drammaturga e regista italiana
- 1969 - Carlos Aguilera Martín, ex calciatore spagnolo
- 1969 - Carl Craig, tastierista, disc-jockey e produttore discografico statunitense
- 1969 - Arancha González, giurista e politica spagnola
- 1969 - Joto Jotov, ex sollevatore bulgaro
- 1969 - Michael Kelly, attore statunitense
- 1969 - Veronika Logan, attrice e ex modella italiana
- 1969 - Mikio Manaka, ex calciatore giapponese
- 1969 - Tom McCarthy, scrittore inglese
- 1969 - Cathy McMorris Rodgers, politica statunitense
- 1969 - Piernicola Pedicini, politico italiano
- 1969 - Mark Robson, allenatore di calcio e ex calciatore inglese
- 1969 - Jörg Rosskopf, tennistavolista tedesco
- 1970 - Zoran Barišić, allenatore di calcio e ex calciatore austriaco
- 1970 - Mark Bingham, imprenditore e rugbista a 15 statunitense († 2001)
- 1970 - Naomi Campbell, supermodella, attrice e cantante britannica
- 1970 - Pedro Paulo Diniz, ex pilota automobilistico brasiliano
- 1970 - Masato Koga, ex calciatore giapponese
- 1970 - Zoltan Lunka, ex pugile tedesco
- 1970 - Monika Maciejewska, ex schermitrice polacca
- 1970 - Mario Meštrović, ex calciatore croato
- 1970 - Pollen Ndlanya, ex calciatore sudafricano
- 1970 - Natallja Permjakova, ex biatleta bielorussa
- 1970 - Guillermo Toledo, attore, produttore teatrale e attivista spagnolo
- 1970 - Guillaume Warmuz, ex calciatore francese
- 1970 - Eric Wunderlich, ex nuotatore statunitense
- 1971 - Marco Confortola, alpinista italiano
- 1971 - Christophe Deloire, giornalista e scrittore francese († 2024)
- 1971 - Lars Koslowski, ex tennista tedesco
- 1971 - Martjan Lammertink, ornitologo olandese
- 1971 - MC Eiht, rapper e attore statunitense
- 1971 - Raimund Marasigan, cantante, musicista e produttore discografico filippino
- 1971 - Alessandra Mion, conduttrice televisiva, scrittrice e pasticciera italiana
- 1971 - Magda Femme, cantante polacca
- 1971 - Rita Rocca, giornalista e autrice televisiva italiana
- 1972 - Anke Baier, ex pattinatrice di velocità su ghiaccio tedesca
- 1972 - Anna Belknap, attrice statunitense
- 1972 - Max Brooks, scrittore, sceneggiatore e attore statunitense
- 1972 - Alison Eastwood, attrice, regista e produttrice cinematografica statunitense
- 1972 - Jaouad Gharib, ex maratoneta e mezzofondista marocchino
- 1972 - Alena Kaluhina, fondista bielorussa
- 1972 - Thomas Kojo, dirigente sportivo, allenatore di calcio e ex calciatore liberiano
- 1972 - Konstantin Landa, scacchista russo († 2022)
- 1972 - Maxence Langlois-Berthelot, funzionario francese
- 1972 - Joana Preiss, attrice e regista francese
- 1972 - Annabel Chong, ex attrice pornografica singaporiana
- 1972 - Kurt Van Landeghem, ex ciclista su strada belga
- 1973 - Alfonso Albert, ex cestista spagnolo
- 1973 - Emilio Alzamora, pilota motociclistico spagnolo
- 1973 - Yannick Bru, ex rugbista a 15 e allenatore di rugby a 15 francese
- 1973 - Marcel Gibon, ex calciatore francese
- 1973 - Steffen Højer, allenatore di calcio, dirigente sportivo e ex calciatore danese
- 1973 - Donell Jones, cantautore statunitense
- 1973 - Nikolaj Lie Kaas, attore danese
- 1973 - Kristina Ophardt, ex schermitrice tedesca
- 1973 - Tat'jana Petrova, ex pallanuotista russa
- 1973 - Kjetil Ruthford Pedersen, allenatore di calcio e ex calciatore norvegese
- 1973 - Danny Tiatto, ex calciatore australiano
- 1973 - Pascal Touron, canottiere francese
- 1973 - Stephen Walters, attore inglese
- 1973 - Joey Woody, ex ostacolista statunitense
- 1974 - Ismaël Ba, ex calciatore senegalese
- 1974 - Giovanni Falzone, trombettista italiano
- 1974 - Sean Gunn, attore statunitense
- 1974 - Arsenij Jacenjuk, politico, economista e avvocato ucraino
- 1974 - Peter Kušnirák, astronomo slovacco
- 1974 - Garba Lawal, ex calciatore nigeriano
- 1974 - Daniel Nannskog, ex calciatore svedese
- 1974 - Seda Noorlander, ex tennista olandese
- 1974 - Fabio Sacchi, ex ciclista su strada italiano
- 1974 - Henrietta Ónodi, ex ginnasta ungherese
- 1975 - Viktorija Abramčenko, economista e politica russa
- 1975 - Salva Ballesta, allenatore di calcio e ex calciatore spagnolo
- 1975 - Traci Brooks, ex wrestler canadese
- 1975 - Pablo Chacón, ex pugile argentino
- 1975 - Frantz Kruger, ex discobolo sudafricano
- 1975 - Janne Niinimaa, ex hockeista su ghiaccio finlandese
- 1975 - Enrique Palacios, modello venezuelano
- 1975 - Janne Tuohino, pilota di rally finlandese
- 1976 - Fernando Andina, attore spagnolo
- 1976 - Carlos Aurellio, ex calciatore argentino
- 1976 - Daniel Erlandsson, batterista svedese
- 1976 - Lee Hughes, ex calciatore inglese
- 1976 - Daniel Mesotitsch, biatleta e fondista austriaco
- 1976 - Betty Owczarek, cantante e personaggio televisivo belga
- 1976 - Peter van Rij, ex cestista olandese
- 1976 - Valeriu Turcan, giornalista rumeno
- 1976 - Ludovic Valbon, ex rugbista a 15 e dirigente d'azienda francese
- 1976 - Christian Vande Velde, ex ciclista su strada statunitense
- 1976 - Marco Veronese, allenatore di calcio e ex calciatore italiano
- 1977 - A-1, wrestler canadese
- 1977 - Fouzi El Brazi, ex calciatore marocchino
- 1977 - Piero Lacorazza, politico italiano
- 1977 - Daisuke Nakaharai, ex calciatore giapponese
- 1977 - Jean-Christophe Péraud, ex ciclista su strada e mountain biker francese
- 1977 - Alessandro Roberto, allenatore di sci alpino e ex sciatore alpino italiano
- 1977 - Neige Sinno, scrittrice, traduttrice e critica letteraria francese
- 1977 - Katrina Webb, ex atleta paralimpica australiana
- 1978 - Alessandra Balletto, giornalista italiana
- 1978 - Alessandro Bissa, batterista italiano
- 1978 - Ginnifer Goodwin, attrice statunitense
- 1978 - Leopoldo Jiménez, ex calciatore venezuelano
- 1978 - Edvinas Lukoševičius, ex calciatore lituano
- 1978 - Alejandro Patronelli, pilota motociclistico argentino
- 1978 - Katie Price, personaggio televisivo, scrittrice e modella britannica
- 1978 - Kitwana Rhymer, ex cestista americo-verginiano
- 1978 - J. D. Williams, attore statunitense
- 1978 - Dave Zafarin, ex calciatore olandese
- 1979 - Marracash, rapper italiano
- 1979 - Andreas Buder, ex sciatore alpino austriaco
- 1979 - Christoph Eigenmann, ex fondista svizzero
- 1979 - Hafdís Huld, cantante e attrice islandese
- 1979 - Turei Iautu, ex calciatore vanuatuano
- 1979 - Takaya Kagami, scrittore giapponese
- 1979 - Marjan Petković, ex calciatore tedesco
- 1979 - Russell Pritchard, bassista inglese
- 1979 - Maggie Q, attrice statunitense
- 1979 - Marco Siffredi, alpinista e snowboarder francese († 2002)
- 1979 - Igor' Soloshenko, ex calciatore kazako
- 1979 - Víctor Thomas, ex cestista messicano
- 1979 - Nicoletta Tinti, ex ginnasta italiana
- 1979 - Mehmet Yılmaz, allenatore di calcio e ex calciatore turco
- 1979 - Zampa, rapper italiano
- 1979 - Abdul-Malik al-Houthi, politico e militare yemenita
- 1980 - Augustin Bata, taekwondoka francese
- 1980 - Nazanin Boniadi, attrice iraniana
- 1980 - Chung Kyung-ho, ex calciatore sudcoreano
- 1980 - Sharice Davids, politica statunitense
- 1980 - Aleksandr Dokturishvili, ex lottatore georgiano
- 1980 - Boris González, ex calciatore cileno
- 1980 - Lucy Gordon, attrice e modella inglese († 2009)
- 1980 - Róbert Gunnarsson, ex pallamanista islandese
- 1980 - Daniel Mobaeck, ex calciatore svedese
- 1980 - Pervis Pasco, ex cestista statunitense
- 1980 - Satine Phoenix, ex attrice pornografica e modella statunitense
- 1980 - Mario Rosas, allenatore di calcio e ex calciatore spagnolo
- 1980 - Tommy Smith, ex calciatore inglese
- 1980 - Kōnstantinos Stivachtīs, pallavolista greco
- 1980 - Angela Whyte, ostacolista canadese
- 1981 - Saroo Brierley, scrittore indiano
- 1981 - Daniel Bryan, wrestler statunitense
- 1981 - Francesca Buccione, schermitrice italiana
- 1981 - Eric Butorac, ex tennista statunitense
- 1981 - Osmani García, rapper e cantante cubano
- 1981 - Liene Jansone, ex cestista lettone
- 1981 - Bassel Khartabil, informatico e attivista siriano († 2015)
- 1981 - Joanna Leunis, danzatrice belga
- 1981 - Celeste Maloy, politica statunitense
- 1981 - Laurent Mangel, ex ciclista su strada francese
- 1981 - Jürgen Melzer, allenatore di tennis e ex tennista austriaco
- 1981 - Martín Osimani, cestista uruguaiano
- 1981 - Sebastián Taborda, ex calciatore uruguaiano
- 1981 - Zsuzsa Tarnai, ex cestista ungherese
- 1982 - Francesco Alberti, ex hockeista su ghiaccio italiano
- 1982 - Thiago Alves, allenatore di tennis e ex tennista brasiliano
- 1982 - Marc Bertrán, ex calciatore spagnolo
- 1982 - Taras Chtej, pallavolista ucraino
- 1982 - Viktorija Gurova, ex triplista russa
- 1982 - Hong Yong-jo, calciatore nordcoreano
- 1982 - Marek Kaščák, calciatore slovacco
- 1982 - Waleed Mohyaden, calciatore qatariota
- 1982 - Giōrgos Nikolaou, ex calciatore cipriota
- 1982 - Apolo Ohno, ex pattinatore di short track statunitense
- 1982 - Nikolaj Pavlov, pallavolista ucraino
- 1982 - Marco Perissa, politico e dirigente sportivo italiano
- 1982 - Andrea Rodeghiero, ex hockeista su ghiaccio italiano
- 1982 - Artur Skowronek, allenatore di calcio polacco
- 1982 - Alex Smith, ex giocatore di football americano statunitense
- 1982 - Candide Thovex, sciatore freestyle francese
- 1982 - Enefiok Udo-Obong, velocista nigeriano
- 1983 - Waheed Abdul-Ridha, pugile iracheno
- 1983 - Abdulrahman Al-Qahtani, ex calciatore saudita
- 1983 - Lina Ben Mhenni, attivista, blogger e marciatrice tunisina († 2020)
- 1983 - Andrew Byrnes, canottiere canadese
- 1983 - Jeremy Christie, ex calciatore neozelandese
- 1983 - Marco Di Maggio, ex pesista italiano
- 1983 - Marko Đorđević, allenatore di calcio e ex calciatore serbo
- 1983 - Niccolò Galli, calciatore italiano († 2001)
- 1983 - Mickaël Gelabale, cestista francese
- 1983 - John Hopkins, pilota motociclistico statunitense
- 1983 - Kasper Klostergaard, ex ciclista su strada danese
- 1983 - Žarko Lukić, ex calciatore lussemburghese
- 1983 - Etana, cantante giamaicana
- 1983 - Franco Niell, ex calciatore argentino
- 1983 - Tomas Tamošauskas, allenatore di calcio e ex calciatore lituano
- 1983 - Zajko Zeba, ex calciatore bosniaco
- 1983 - Viktar Zueŭ, pugile bielorusso
- 1984 - Alex Bogdanović, ex tennista britannico
- 1984 - Jair Céspedes, calciatore peruviano
- 1984 - Steven Coppola, canottiere statunitense
- 1984 - Alessio Di Savino, ex pugile italiano
- 1984 - Shahab Gordan, calciatore iraniano
- 1984 - Laurence Halsted, schermidore britannico
- 1984 - Karoline Herfurth, attrice tedesca
- 1984 - Peter Jungschläger, ex calciatore olandese
- 1984 - Joe Lauzon, artista marziale misto statunitense
- 1984 - Chiara Luzzana, artista e compositrice italiana
- 1984 - Dustin Moskovitz, imprenditore statunitense
- 1984 - Keita Nakamura, artista marziale misto giapponese
- 1984 - Nderim Nedžipi, ex calciatore macedone
- 1984 - Bismarck du Plessis, rugbista a 15 sudafricano
- 1984 - Zoran Rendulić, ex calciatore serbo
- 1984 - Borislav Topić, ex calciatore bosniaco
- 1985 - Gloria Asumnu, velocista nigeriana
- 1985 - Tranquillo Barnetta, ex calciatore svizzero
- 1985 - Avi Ben-Chimol, ex cestista israeliano
- 1985 - Marius Berbecar, ginnasta rumeno
- 1985 - Mauro Boselli, ex calciatore argentino
- 1985 - T.J. Carter, ex cestista statunitense
- 1985 - Mamadou Diakité, ex calciatore francese
- 1985 - CariDee English, modella statunitense
- 1985 - Aakash Gandhi, pianista, chitarrista e youtuber statunitense
- 1985 - Zlatin Georgiev, cestista bulgaro
- 1985 - Dean Gerken, ex calciatore inglese
- 1985 - Graham Harrell, giocatore di football americano statunitense
- 1985 - Fernando Hidalgo, ex calciatore ecuadoriano
- 1985 - Andis Juška, allenatore di tennis e ex tennista lettone
- 1985 - Cory Martin, pesista statunitense
- 1985 - Elshan Moradi, scacchista iraniano
- 1985 - Tao Okamoto, modella e attrice giapponese
- 1985 - Carlos Valdés, ex calciatore colombiano
- 1985 - Krisztián Wittmann, cestista ungherese
- 1986 - Talal Al-Bloushi, calciatore qatariota
- 1986 - Collin Cowgill, giocatore di baseball statunitense
- 1986 - Ade Dagunduro, ex cestista statunitense
- 1986 - Andé Dona Ndoh, allenatore di calcio e ex calciatore camerunese
- 1986 - Farrukh Dustov, ex tennista uzbeko
- 1986 - Julian Edelman, ex giocatore di football americano statunitense
- 1986 - Moses Ehambe, ex cestista e allenatore di pallacanestro statunitense
- 1986 - Molly Ephraim, attrice statunitense
- 1986 - Anders Gløersen, fondista norvegese
- 1986 - Michele Grassano, pallavolista italiano
- 1986 - Matthew Jarvis, ex calciatore inglese
- 1986 - Thanduyise Khuboni, ex calciatore sudafricano
- 1986 - Hashemiyeh Motaghian Moavi, atleta paralimpica iraniana
- 1986 - A.Q. Shipley, ex giocatore di football americano statunitense
- 1986 - Eric Sogard, giocatore di baseball statunitense
- 1986 - Oleksij Torochtij, sollevatore ucraino
- 1986 - Tat'jana Volosožar, pattinatrice artistica su ghiaccio ucraina
- 1987 - Michail Alëšin, pilota automobilistico russo
- 1987 - Javier Beirán, cestista spagnolo
- 1987 - Aurora Cossio, attrice colombiana
- 1987 - Kyle Gibson, cestista statunitense
- 1987 - Vladimir Granat, ex calciatore russo
- 1987 - Jonas Lantto, ex calciatore svedese
- 1987 - Andrew Lauterstein, nuotatore australiano
- 1987 - Rômulo, ex calciatore brasiliano
- 1987 - Rafael Usín, giocatore di calcio a 5 spagnolo
- 1987 - Arturo Vidal, calciatore cileno
- 1987 - Novak Đoković, tennista serbo
- 1988 - Tony Andreu, ex calciatore francese
- 1988 - Miloš Bosančić, ex calciatore serbo
- 1988 - Chase Budinger, giocatore di beach volley e ex cestista statunitense
- 1988 - Ryan Camilleri, calciatore maltese
- 1988 - CoCo, rapper e cantautore italiano
- 1988 - Joe Coffey, wrestler britannico
- 1988 - Cristian Cominelli, ciclocrossista e mountain biker italiano
- 1988 - Kasper Fisker, ex calciatore danese
- 1988 - Giulia Fiume, attrice italiana
- 1988 - Santana Garrett, wrestler statunitense
- 1988 - Pape M'Bow, ex calciatore senegalese
- 1988 - Fábio Manuel Matos Santos, ex calciatore portoghese
- 1988 - Ilaria Mauro, ex calciatrice italiana
- 1988 - Marcos Neves, ex calciatore brasiliano
- 1988 - Robert Oehle, cestista tedesco
- 1988 - Heida Reed, attrice e modella islandese
- 1988 - Paola Sallustro, attrice e cantautrice argentina
- 1988 - Vegard Skjerve, ex calciatore norvegese
- 1988 - Amir Zaibi, scacchista tunisino
- 1988 - Willians dos Santos Santana, calciatore brasiliano
- 1989 - Giordano Benedetti, mezzofondista italiano
- 1989 - James Carpenter, giocatore di football americano statunitense
- 1989 - Corey Dickerson, giocatore di baseball statunitense
- 1989 - Dong Xuesheng, calciatore cinese
- 1989 - Néstor Girolami, pilota automobilistico argentino
- 1989 - Kerson Hadley, ex nuotatore micronesiano
- 1989 - Carola Librandi, calciatrice italiana
- 1989 - Aleksej Območaev, pallavolista russo
- 1989 - Michele Pellizzer, calciatore italiano
- 1989 - Damiano Pilot, allenatore di pallacanestro italiano
- 1989 - Aurora Ruffino, attrice e scrittrice italiana
- 1989 - Verena Schweers, ex calciatrice tedesca
- 1989 - Slobodan Simović, calciatore serbo
- 1989 - Shun Takagi, calciatore giapponese
- 1989 - Raivis Zīrups, bobbista lettone
- 1990 - Odina Əliyeva, pallavolista uzbeka
- 1990 - An Byong-jun, ex calciatore nordcoreano
- 1990 - César Benítez, calciatore paraguaiano
- 1990 - Souleymane Diallo, calciatore mauritano
- 1990 - Alexandra Dowling, attrice britannica
- 1990 - Carlos Francisco, calciatore cubano
- 1990 - Melanie Klaffner, tennista austriaca
- 1990 - Malcolm Lee, ex cestista statunitense
- 1990 - Stefan Mitrović, calciatore serbo
- 1990 - Victor Öhling Norberg, sciatore freestyle svedese
- 1990 - Richard Ortiz, calciatore paraguaiano
- 1990 - Victor Penalber, judoka brasiliano
- 1990 - Dídac Plana, giocatore di calcio a 5 spagnolo
- 1990 - Mikk Reintam, ex calciatore estone
- 1990 - Daniel Royer, ex calciatore austriaco
- 1990 - Mohammed Seisay, ex giocatore di football americano statunitense
- 1990 - Mauro Vigorito, calciatore italiano
- 1990 - Daniel Zampieri, pilota automobilistico italiano
- 1990 - Milan Đurić, calciatore bosniaco
- 1991 - Sophia Abrahão, cantante, attrice e conduttrice televisiva brasiliana
- 1991 - Capo, rapper tedesco
- 1991 - Gjermund Åsen, calciatore e giocatore di calcio a 5 norvegese
- 1991 - Stephan Barea, ex calciatore statunitense
- 1991 - Kyle Bartley, ex calciatore inglese
- 1991 - Jared Cunningham, cestista statunitense
- 1991 - Carsen Gray, attrice canadese
- 1991 - Gu Xinwei, pallavolista cinese
- 1991 - Kim Bub-min, arciere sudcoreano
- 1991 - Suho, cantante e attore sudcoreano
- 1991 - Kentin Mahé, pallamanista francese
- 1991 - Joel Obi, calciatore nigeriano
- 1991 - Aleksandar Radukić, cestista bosniaco
- 1991 - Odise Roshi, calciatore albanese
- 1991 - Daniele Rutella, arbitro di calcio italiano
- 1992 - Tiffany Bias, ex cestista statunitense
- 1992 - Tommaso Cancellotti, calciatore italiano
- 1992 - Yvonne Cavallé Reimers, tennista spagnola
- 1992 - Miranda Giambelli, judoka italiana
- 1992 - Robin Knoche, calciatore tedesco
- 1992 - Camille Lou, attrice, cantante e musicista francese
- 1992 - Patrick Miller, cestista statunitense
- 1992 - D.J. Newbill, cestista statunitense
- 1992 - Yael Oviedo, calciatrice argentina
- 1992 - Nikolaj Penčev, pallavolista bulgaro
- 1992 - Iago Santos, calciatore brasiliano
- 1992 - Nathan Schrimsher, pentatleta statunitense
- 1992 - Chinami Tokunaga, cantante giapponese
- 1992 - Stipe Vučur, calciatore austriaco
- 1992 - Ǵorǵi Ǵorǵiev, pallavolista macedone
- 1993 - Ramiro Benetti, calciatore brasiliano
- 1993 - Berkay Candan, cestista turco
- 1993 - Charles Jackson, cestista statunitense
- 1993 - Cory James, giocatore di football americano statunitense
- 1993 - Alan Kováč, calciatore slovacco
- 1993 - Dalia Muccioli, ex ciclista su strada italiana
- 1993 - Einar, cantante cubano
- 1993 - Elena Osipova, arciera russa
- 1993 - Magomed Ramazanov, lottatore russo
- 1993 - K'Sun Ray, attore statunitense
- 1993 - Sebastian Silva Gomez, ex giocatore di football americano colombiano
- 1993 - Ezequiel Jacinto de Biasi, calciatore brasiliano
- 1994 - Joseph Attamah, calciatore ghanese
- 1994 - Antoine Brizard, pallavolista francese
- 1994 - José Antonio Caro Díaz, calciatore spagnolo
- 1994 - Einar Galilea, calciatore spagnolo
- 1994 - Lee Soon-min, calciatore sudcoreano
- 1994 - Ryan Logan, cestista statunitense
- 1994 - Athīna Manoukian, cantante greca
- 1994 - Jake McGing, ex calciatore australiano
- 1994 - Rasmus Nielsen, pallavolista danese
- 1994 - Ludovic Robeet, ciclista su strada belga
- 1994 - Leni Shida, velocista ugandese
- 1994 - Dario Simion, hockeista su ghiaccio svizzero
- 1994 - Márk Szécsi, calciatore ungherese
- 1994 - Miho Takagi, pattinatrice di velocità su ghiaccio giapponese
- 1994 - Jesper Tjäder, sciatore freestyle svedese
- 1994 - Kira Toussaint, nuotatrice olandese
- 1994 - Blair Turgott, calciatore giamaicano
- 1994 - Yago da Silva Rocha, calciatore brasiliano
- 1995 - İsmet Akpınar, cestista tedesco
- 1995 - Rafael Arace, calciatore venezuelano
- 1995 - Dylan Bahamboula, calciatore francese
- 1995 - Szilárd Benke, cestista ungherese
- 1995 - Lucy Bryan, astista britannica
- 1995 - Fred Friday, calciatore nigeriano
- 1995 - Paul Gerstgraser, combinatista nordico austriaco
- 1995 - Yadira Guevara-Prip, attrice statunitense
- 1995 - Vedran Kjosevski, calciatore bosniaco
- 1995 - Marko Matić, pallavolista bosniaco
- 1995 - Bruno da Mota Miranda, calciatore brasiliano
- 1995 - Johnathan Williams, cestista statunitense
- 1995 - Reiko Zech, pallanuotista tedesco
- 1995 - Ana Zimšek, ex sciatrice alpina slovena
- 1996 - Tabitha Chawinga, calciatrice malawiana
- 1996 - Adrián Cubas, calciatore argentino
- 1996 - Euciodálcio Gomes, calciatore portoghese
- 1996 - Mike Davis, cestista statunitense
- 1996 - Carlos Fernández Luna, calciatore spagnolo
- 1996 - Dïdar Jalmuqan, calciatore kazako
- 1996 - Humberto Mansilla, martellista cileno
- 1996 - Eleanor Patterson, altista australiana
- 1996 - Nikol Płosaj, pistard e ciclista su strada polacca
- 1996 - Aung Thu, calciatore birmano
- 1997 - Ayman Al-Khulaif, calciatore saudita
- 1997 - Hilal Ben Moussa, calciatore olandese
- 1997 - Bridget Carleton, cestista canadese
- 1997 - Tyler Davis, cestista statunitense
- 1997 - Jordan Floyd, cestista statunitense
- 1997 - Francesco Ghiara, pallanuotista italiano
- 1997 - Herman Hallberg, calciatore svedese
- 1997 - Enes Mahmutovic, calciatore kosovaro
- 1997 - Lauri Markkanen, cestista finlandese
- 1997 - Lorenzo Moschini, ex sciatore alpino italiano
- 1997 - Roland Sallai, calciatore ungherese
- 1997 - Rebecca Sartori, ostacolista italiana
- 1997 - Andrei Tîrcoveanu, calciatore rumeno
- 1997 - Loris Zonta, calciatore italiano
- 1998 - Davide Baldaccini, ciclista su strada italiano
- 1998 - Dženis Burnić, calciatore tedesco
- 1998 - Hamza El Kaouakibi, calciatore marocchino
- 1998 - Gastón Gorrostorrazo, calciatore uruguaiano
- 1998 - Jack Hale, velocista australiano
- 1998 - Aapo Halme, calciatore finlandese
- 1998 - Maksym Lun'ov, calciatore ucraino
- 1998 - Chihiro Muramatsu, tennista giapponese
- 1998 - Mayowa Nicholas, modella nigeriana
- 1998 - Kelland O'Brien, ciclista su strada e pistard australiano
- 1998 - Sayeed Pridgett, cestista statunitense
- 1998 - Gretta Ray, cantante australiana
- 1998 - Dramane Salou, calciatore burkinabé
- 1998 - Supachok Sarachat, calciatore thailandese
- 1998 - Gabriel Simion, calciatore rumeno
- 1998 - Rebecca Staffelli, conduttrice televisiva, conduttrice radiofonica e modella italiana
- 1998 - Laulauga Tausaga, discobola statunitense
- 1998 - Stiven Vega, calciatore colombiano
- 1999 - Camren Bicondova, attrice e ballerina statunitense
- 1999 - Jules Chappaz, fondista francese
- 1999 - Samuel Chukwueze, calciatore nigeriano
- 1999 - Lucas Dias, calciatore francese
- 1999 - Rodrigue Fassinou, calciatore beninese
- 1999 - Darrick Forrest, giocatore di football americano statunitense
- 1999 - Simon Graves, calciatore danese
- 1999 - Tanner Groves, cestista statunitense
- 1999 - Dzjanis Hračycha, calciatore bielorusso
- 1999 - Marija Kozyreva, tennista russa
- 1999 - Josh Tymon, calciatore inglese
- 1999 - Facundo Vigo, calciatore uruguaiano
- 2000 - Marine Boyer, ginnasta francese
- 2000 - Rafael Camacho, calciatore portoghese
- 2000 - Julián Carranza, calciatore argentino
- 2000 - Mahamadou Doucouré, calciatore maliano
- 2000 - Rikke Nygard, calciatrice norvegese
- 2000 - Francesca Pasa, cestista italiana
- 2000 - Marco Pompetti, calciatore italiano
- 2000 - Maddy Siegrist, cestista statunitense
- 2000 - Gláuber Siqueira, calciatore brasiliano
- 2000 - Lars Thiemann, cestista tedesco
- 2000 - Thibaut Vargas, calciatore francese
- 2000 - Zenéy van der Walt, ostacolista e velocista sudafricana
- 2000 - Felipe Zenobio, calciatore argentino
- 2000 - Tomáš Zlatohlávek, calciatore ceco

## XXI secolo(40)
- 2001 - Alex Austin, giocatore di football americano statunitense
- 2001 - Enzo Barrenechea, calciatore argentino
- 2001 - Emma Chamberlain, youtuber statunitense
- 2001 - Denzel Hall, calciatore olandese
- 2001 - Kyu Kelly, giocatore di football americano statunitense
- 2001 - Judah Lewis, attore statunitense
- 2001 - Lorenzo Milani, calciatore italiano
- 2001 - Mykola Mychajlenko, calciatore ucraino
- 2001 - Régis N'Do, calciatore burkinabé
- 2001 - Anthony Richardson, giocatore di football americano statunitense
- 2001 - Isaiah Stewart, cestista statunitense
- 2001 - Joan Stojanov, calciatore bulgaro
- 2001 - Joshua Zirkzee, calciatore olandese
- 2002 - David Ankeye, calciatore nigeriano
- 2002 - Paulina Chávez, attrice statunitense
- 2002 - Federico Crosato, pallavolista italiano
- 2002 - Ulrick Eneme Ella, calciatore francese
- 2002 - Andrés Montaño, calciatore messicano
- 2002 - Jasmine Nocentini, nuotatrice italiana
- 2002 - Dani Queipo, calciatore spagnolo
- 2002 - Maisa Silva, attrice, conduttrice televisiva e doppiatrice brasiliana
- 2002 - Matheus Araújo, calciatore brasiliano
- 2003 - Davide Casarin, cestista italiano
- 2003 - Adem Garreb, calciatore tunisino
- 2003 - Oleksandr Jacyk, calciatore ucraino
- 2003 - Samuel Kopásek, calciatore slovacco
- 2003 - Kevin Mantilla, calciatore colombiano
- 2003 - Christine Mboma, velocista, mezzofondista e lunghista namibiana
- 2003 - Roy Revivo, calciatore israeliano
- 2003 - Maizon Rodríguez, calciatore uruguaiano
- 2003 - Karim Sow, calciatore svizzero
- 2003 - Ibrahim Sulemana, calciatore ghanese
- 2004 - Summer H. Howell, attrice canadese
- 2004 - Bojan Kovačević, calciatore serbo
- 2004 - Peyton Elizabeth Lee, attrice statunitense
- 2004 - Moreno Živković, calciatore croato
- 2005 - Isabella Holmgren, ciclista su strada, ciclocrossista e mountain biker canadese
- 2006 - Paolo Calione, calciatore uruguaiano
- 2006 - Miloš Jović, calciatore serbo
- 2006 - Miguel Vegas, calciatore venezuelano